# Hässelby strand (stacja metra)
Hässelby strand – powierzchniowa stacja sztokholmskiego metra, leży w Sztokholmie, w dzielnicy Västerort (Hässelby-Vällingby), w Hässelby strand. Jest to stacja początkowa zielonej linii (T19), następnym przystankiem jest Hässelby gård. Dziennie korzysta z niej około 4 400 osób.
Stacja znajduje się między Maltesholmsvägen i Persikogatan, na południu ograniczona jest przez Fyrspannsgatan. Posiada jedno wyjście zlokalizowane na południu przy Fyrspannsgatan 171. Stację otworzono 19 listopada 1958 jako 45. w systemie. Posiada jeden peron.

## Sztuka
- Teleportings, mozaika w hali biletowej i na peronie przedstawiająca geometryczne kształty i zniekształcone zwierzęta, Christian Partos, 2000[3]

## Czas przejazdu
| Linia | Stacja   | Czas przejazdu | Stacja                                       | Czas przejazdu                     |
| T19   | Hagsätra | 55 min         | Åkeshov Alvik T-Centralen Gamla stan Slussen | 12 min 19 min 32 min 33 min 35 min |

## Otoczenie
W najbliższym otoczeniu stacji znajdują się:
- Hässelby Strand kyrka
- Hässelby gymnasium
- Hässelby västra bollplan
- Maltesholmskolan
- Kaplica
- Hässelbyverket.